# Didonica panamensis
Didonica panamensis là một loài thực vật có hoa trong họ Thạch nam. Loài này được Luteyn & Wilbur mô tả khoa học đầu tiên năm 1981.